# Турдыбаев, Абдугаппар
Абдугаппар Турдыбаев — советский узбекистанский хозяйственный деятель, Герой Социалистического Труда.

## Биография
Родился в 1894 году на территории современного Туракурганского района Наманганской области. Член КПСС с 1944 года.
В 1924—1942 — мираб Касансайской оросительной системы, старший мираб на строительстве Большого Ферганского канала.
В 1942—1946 — председатель Холматовского кишлачного Совета.
В 1946—1949 — председатель колхоза имени Куйбышева, в 1950—1961 — колхозов «Бирлашган намуна», «Ленинград», в 1961—1964 — колхоза «Намуна» Тюря-Курганского района Наманганской области.
В 1964—1966 — заместитель председателя колхоза «Намуна».
В 1966—1968 — председатель Холматовского кишлачного Совета.
Указом Президиума Верховного Совета СССР от 11 января 1957 года присвоено звание Героя Социалистического Труда с вручением ордена Ленина и золотой медали «Серп и Молот».
Умер в 1974 году.

## Награды и звания
- Герой Социалистического Труда (11.01.1957)
- Орден Ленина (11.01.1957)
- Орден Трудового Красного Знамени (16.01.1950)
- Орден Знак Почёта (06.02.1947)